# Дрєновець
Дрєновець (словац. Drienovec) — село в окрузі Кошиці-околиця Кошицького краю Словаччини. Площа села 28,07 км². Станом на 31 грудня 2016 року в селі проживало 2248 жителів.

## Географія
Протікає річка Дреновець.

## Історія
Перші згадки про село датуються 1335 роком.

## Населення
| Рік:            | 1994. | 2004.   | 2014.    | 2024.    |
| --------------- | ----- | ------- | -------- | -------- |
| Кількість осіб: | 1659  | 1803    | 2203     | 2486     |
| Різниця:        |       | +8,67 % | +22,18 % | +12,84 % |

| Рік:            | 2023. | 2024.   |
| --------------- | ----- | ------- |
| Кількість осіб: | 2431  | 2486    |
| Різниця:        |       | +2,26 % |